# Pygargue nain
Icthyophaga humilis
Espèce
Statut de conservation UICN

 NT  : Quasi menacé
Statut CITES
Le Pygargue nain (Icthyophaga humilis) est une espèce asiatique de rapaces piscivores.

## Distribution
Cette espèce asiatique se trouve en Inde, au Népal, au Bhoutan, en Chine, au Laos, en Malaisie, en Birmanie, en Thaïlande, au Viet-Nam, en Indonésie, à Brunei et peut-être au Cambodge.

## Habitats
Le Pygargue nain habite uniquement des zones humides car il se nourrit de poissons. Il se trouve donc près des cours d'eau, des lacs suffisamment étendus, des cascades, dans les marais et dans les marécages.

## Sous-espèces
D'après la classification de référence (version 14.1, 2024) de l'Union internationale des ornithologues, le Pygargue nain possède 2 sous-espèces (ordre philogénique) :
- Icthyophaga humilis plumbea (Jerdon, 1871) ;
- Icthyophaga humilis humilis (Muller, S & Schlegel, 1841).